# Quartet de corda núm. 22 (Mozart)
El Quartet de corda núm. 22 en Si bemoll major, K. 589, és una composició de Wolfgang Amadeus Mozart acabada el maig de 1790, a Viena. Es tracta del segon d'una sèrie de tres quartets, coneguts com a Quartets prussians, dedicats al rei de Prússia Frederic Guillem II. És, a més, el penúltim quartet de corda que va compondre. Mozart moriria el 5 de desembre del 1791.
Consta de quatre moviments:
1. Allegro, en si bemoll major.
2. Larghetto.
3. Menuetto: Moderato.
4. Allegro assai, en si bemoll major.

El quartet fou escrit per al rei de Prússia i dedicat a ell. Frederic Guillem II era un aficionat violoncel·lista. Està escrit en un estil similar als quartets de Joseph Haydn. El contacte amb el rei es produí quan Mozart i el seu amic el Príncep Lichnowsky es van reunir amb ell a Potsdam l'abril de 1789 i Mozart va poder tocar davant el rei a Berlín el 26 maig 1789.
Una interpretació típica dura uns 24 minuts.